# SheBelieves Cup 2016
Navigation
Édition suivante
La SheBelieves Cup 2016  est la première édition de la SheBelieves Cup, un tournoi de football féminin sur invitation qui se déroule aux États-Unis. Il a lieu du 3 au 9 mars 2016 avant les Jeux olympiques d'été de 2016.

## Équipes
| Équipe     | Classement FIFA (Décembre 2015) |
| ---------- | ------------------------------- |
| Allemagne  | 2                               |
| Angleterre | 5                               |
| États-Unis | 1                               |
| France     | 3                               |

## Format
Les quatre équipes invitées jouent un tournoi sous le format d'une poule unique.
Les points gagnés dans la phase de poule suivent la formule standard de trois points pour une victoire, un point pour un match nul et zéro points pour une défaite.

## Classement final
Le planning a été annoncé en janvier 2016.
| Rang | Équipe     | Pts | J | G | N | P | Bp | Bc | Diff |
| ---- | ---------- | --- | - | - | - | - | -- | -- | ---- |
| 1    | États-Unis | 9   | 3 | 3 | 0 | 0 | 4  | 1  | +3   |
| 2    | Allemagne  | 6   | 3 | 2 | 0 | 1 | 4  | 3  | +1   |
| 3    | Angleterre | 1   | 3 | 0 | 1 | 2 | 1  | 3  | -2   |
| 4    | France     | 1   | 3 | 0 | 1 | 2 | 0  | 2  | -2   |

## Résultats
| 3 mars 2016 | Allemagne | 1 - 0   | France | Raymond James Stadium, Tampa |                            |
| 17 h 00 EST | Maier 83e | (0 - 0) |        | Arbitrage : Melissa Borjas   | Arbitrage : Melissa Borjas |
| 17 h 00 EST | Rapport   |         |        | Arbitrage : Melissa Borjas   | Arbitrage : Melissa Borjas |

| 3 mars 2016 | États-Unis | 1 - 0   | Angleterre | Raymond James Stadium, Tampa                    |                                                 |
| 19 h 30 EST | Dunn 72e   | (0 - 0) |            | Spectateurs : 13 027 Arbitrage : Tatiana Guzman | Spectateurs : 13 027 Arbitrage : Tatiana Guzman |
| 19 h 30 EST | Rapport    |         |            | Spectateurs : 13 027 Arbitrage : Tatiana Guzman | Spectateurs : 13 027 Arbitrage : Tatiana Guzman |

| 6 mars 2016 | États-Unis   | 1 - 0   | France | Nissan Stadium, Nashville                         |                                                   |
| 14 h 00 CST | Morgan 90+1e | (0 - 0) |        | Spectateurs : 25 363 Arbitrage : Alondra Sandoval | Spectateurs : 25 363 Arbitrage : Alondra Sandoval |
| 14 h 00 CST | Rapport      |         |        | Spectateurs : 25 363 Arbitrage : Alondra Sandoval | Spectateurs : 25 363 Arbitrage : Alondra Sandoval |

| 6 mars 2016 | Allemagne                             | 2 - 1   | Angleterre | Nissan Stadium, Nashville                       |                                                 |
| 16 h 30 CST | Flaherty 76e (csc) · Peter 82e (pen.) | (0 - 1) | Duggan 9e  | Spectateurs : 25 363 Arbitrage : Katja Koroleva | Spectateurs : 25 363 Arbitrage : Katja Koroleva |
| 16 h 30 CST | Rapport                               |         |            | Spectateurs : 25 363 Arbitrage : Katja Koroleva | Spectateurs : 25 363 Arbitrage : Katja Koroleva |

| 9 mars 2016 | France  | 0 - 0   | Angleterre | FAU Stadium, Boca Raton        |                                |
| 17 h 00 EST |         | (0 - 0) |            | Arbitrage : Gillian Martindale | Arbitrage : Gillian Martindale |
| 17 h 00 EST | Rapport |         |            | Arbitrage : Gillian Martindale | Arbitrage : Gillian Martindale |

| 9 mars 2016 | États-Unis             | 2 - 1   | Allemagne  | FAU Stadium, Boca Raton                        |                                                |
| 19 h 30 EST | Morgan 35e · Mewis 41e | (2 – 1) | Mittag 29e | Spectateurs : 13 501 Arbitrage : Carol Chenard | Spectateurs : 13 501 Arbitrage : Carol Chenard |
| 19 h 30 EST | Rapport                |         |            | Spectateurs : 13 501 Arbitrage : Carol Chenard | Spectateurs : 13 501 Arbitrage : Carol Chenard |